# Plužac
Plužac (Servisch cyrillisch Плужац) is een plaats in de Servische gemeente Osečina. De plaats telt 460 inwoners (2002).

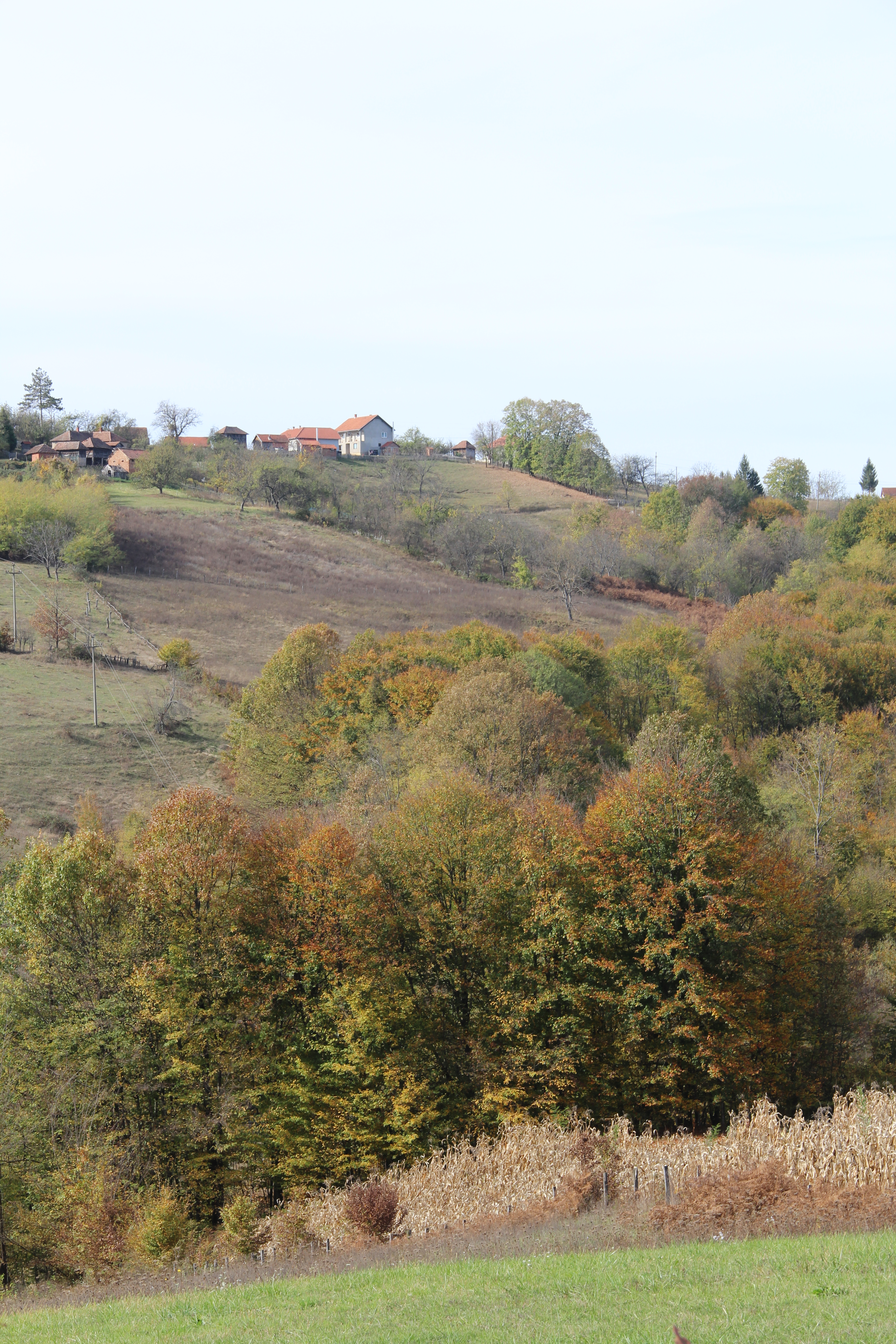
Plužac - panorama
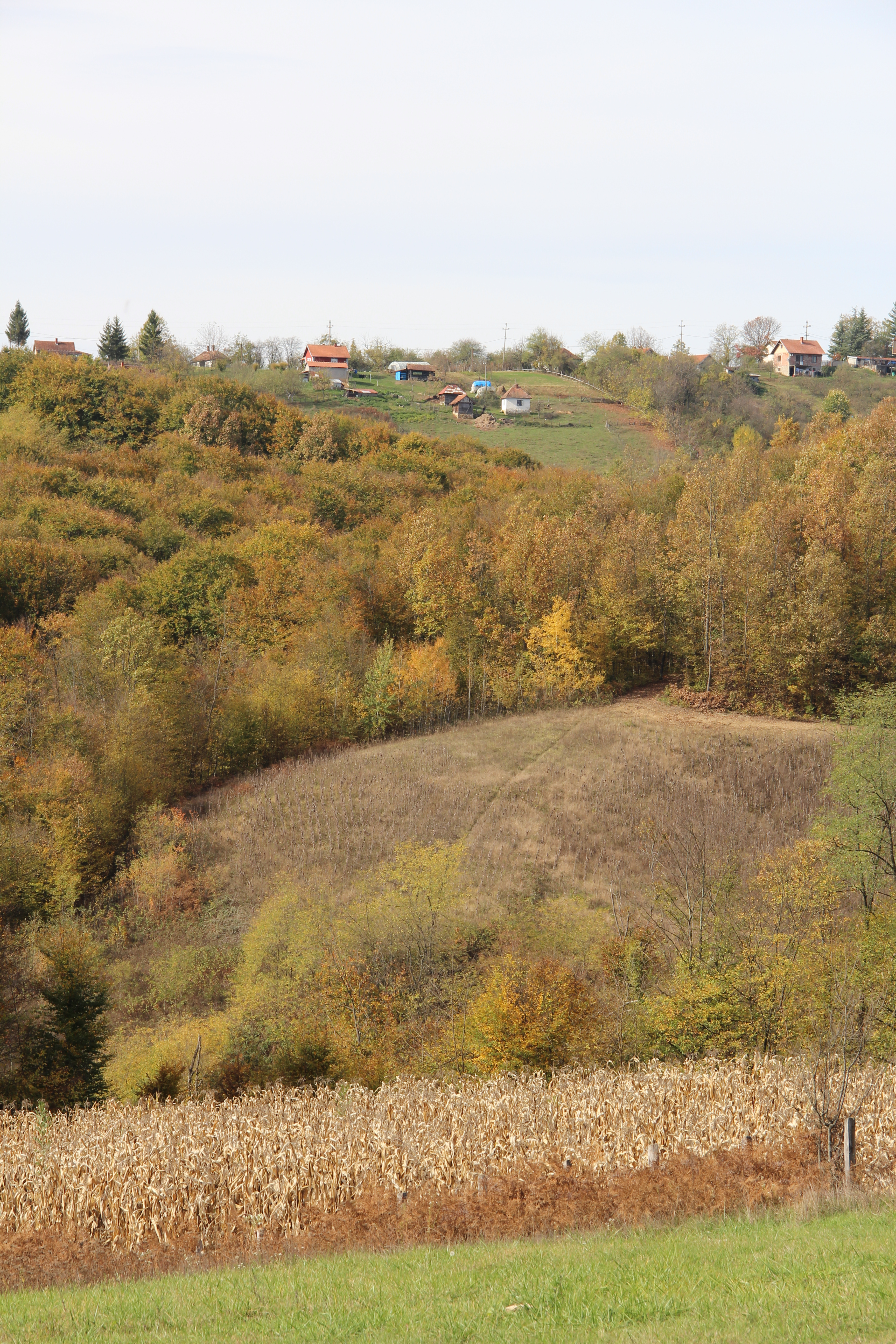
Plužac - panorama
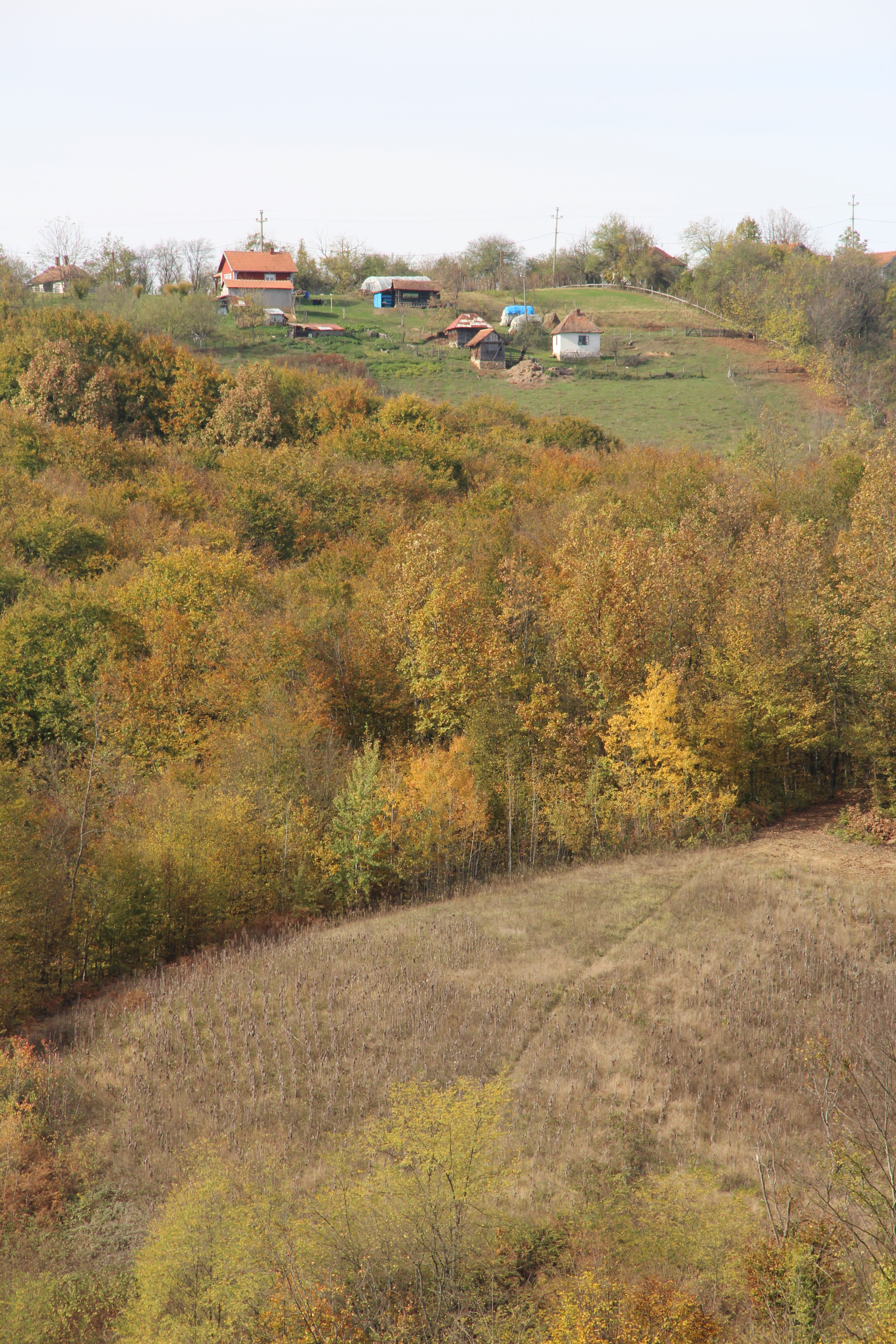
Plužac - panorama
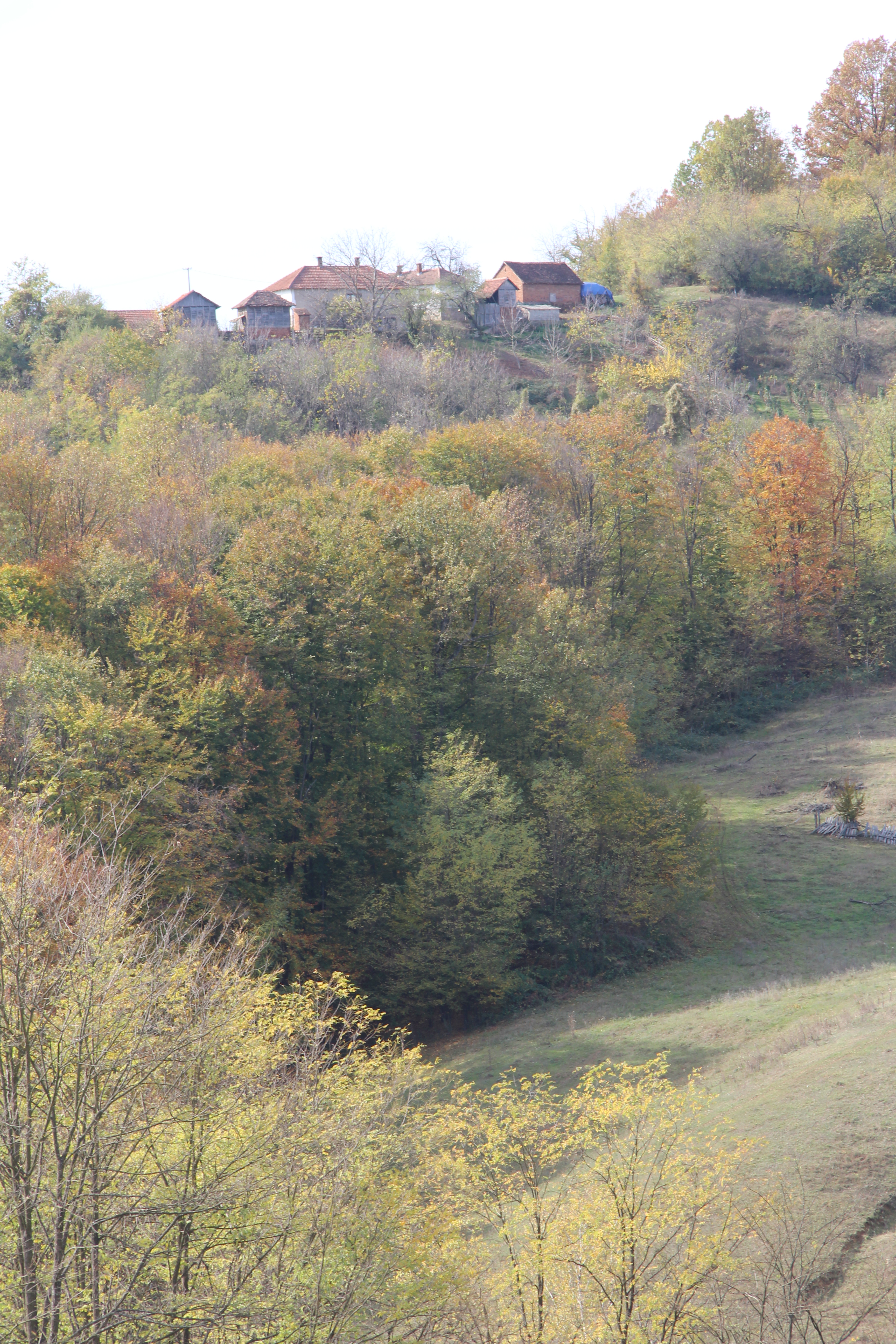
Plužac - panorama
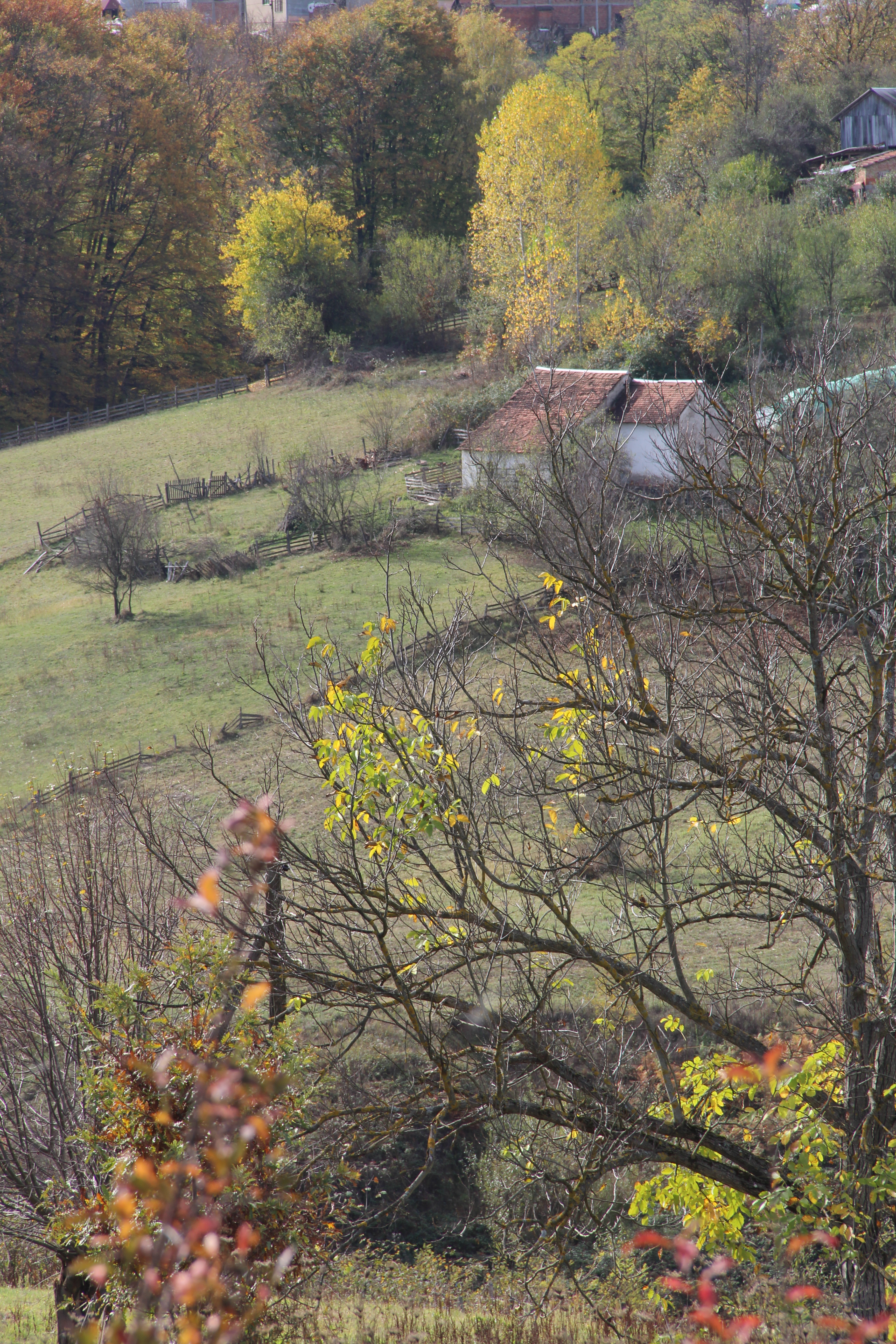
Plužac - panorama
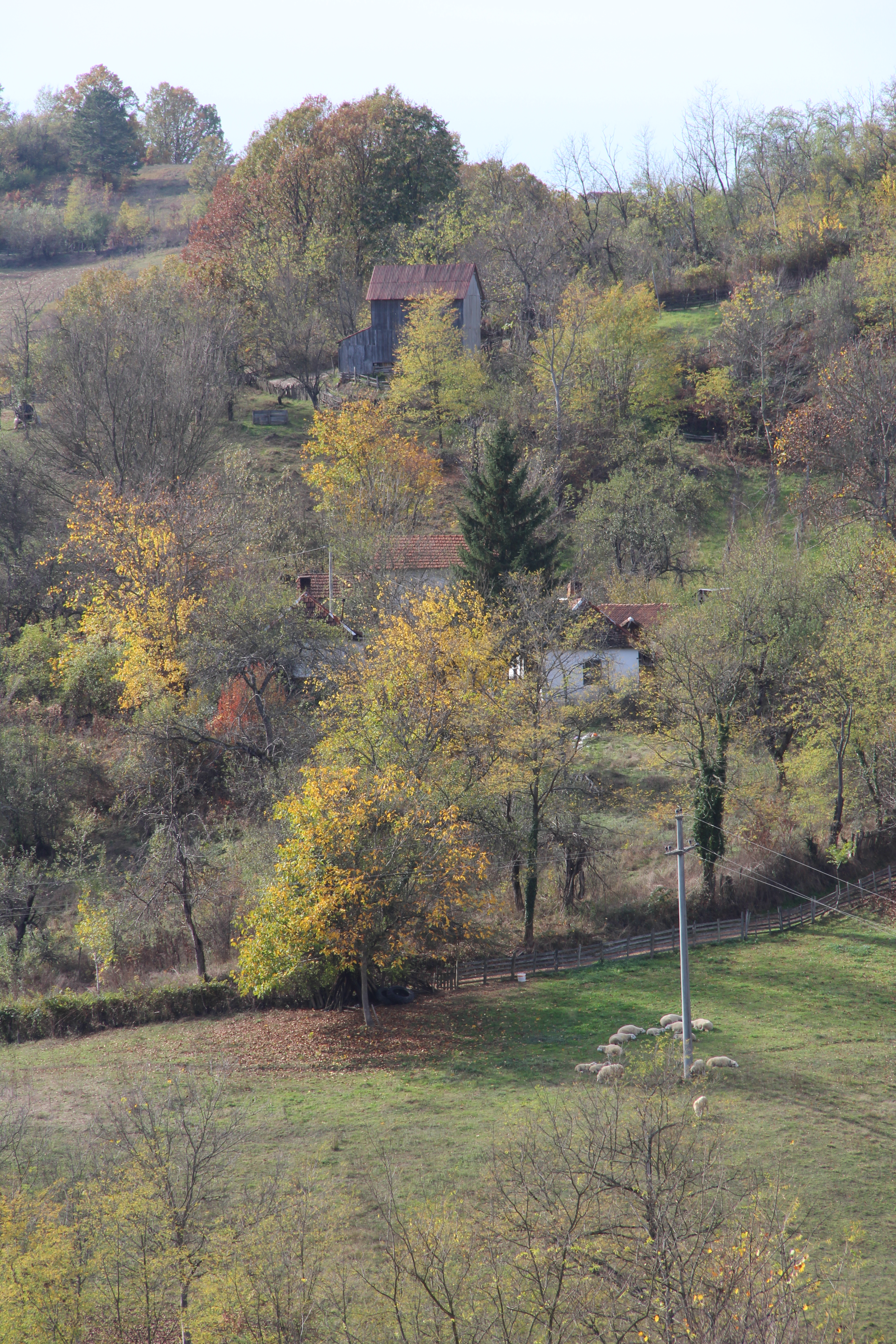
Plužac - panorama